# Sociedade Bach da Holanda

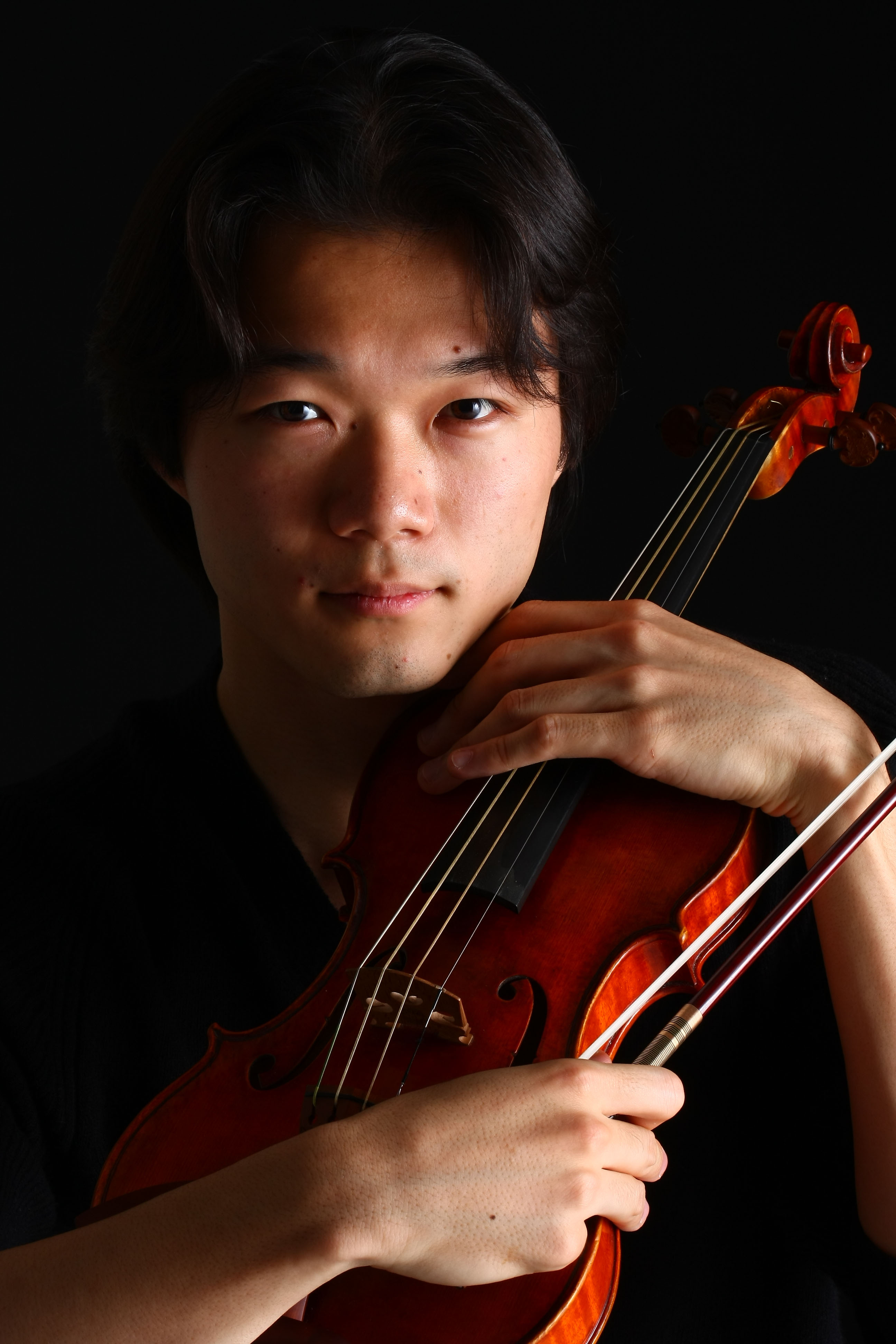
Shunske Sato, diretor artístico da Sociedade Bach da Holanda.

A Sociedade Bach da Holanda (Nederlandse Bachvereniging) é uma sociedade musical dos Países Baixos.
Foi fundada em 13 de setembro de 1921, sendo a mais antiga sociedade musical dos Países Baixos dedicada à música antiga e uma das mais tradicionais do mundo. Em 1922 já organizava seu primeiro concerto sob a direção de Johan Schoonderbeek, apresentando a Paixão segundo São Mateus de Johann Sebastian Bach. A obra se tornou um dos carros-chefes da sociedade, sendo apresentada desde então todos os anos na Sexta-feira Santa.
Na década de 1980 foi dotada de uma orquestra e coro estáveis e com a entrada em 1983 de Jos van Veldhoven na direção artística, suas interpretações se direcionaram para a reconstrução historicamente informada, usando instrumentos originais ou cópias, mantendo-se a par das pesquisas acadêmicas neste campo, e desenvolvendo um programa regular de cerca de 50 concertos ao ano, com ênfase na música de Bach, sua família e seus contemporâneos. Também foi criado um segundo conjunto, a Cappella Figuralis, dedicado especialmente à música do século XVII. Em anos recentes a sociedade iniciou um ambicioso projeto de gravar todas as obras de Bach, já tendo sido realizadas cerca de 300 gravações, que são disponibilizadas gratuitamente em seu canal no YouTube. Desde 2017 seu diretor artístico é o violinista Shunske Sato, que acumula as funções de regente e spalla da orquestra.
Na opinião de Gustav Leonhardt, uma das maiores autoridades em música antiga, a Sociedade Bach da Holanda está na vanguarda entre suas congêneres. Suas gravações têm sido muito aclamadas, os grandes concertos anuais da Paixão atraem milhares de espectadores, e segundo Emile Wennekes, a sociedade "se tornou uma parte integral e muito respeitada da infraestrutura musical de nosso país".